# Willem Gradisen
Willem Gradisen (Tiel, 19 september 1954) is een Nederlands historicus, jurist, politicus en bestuurder. Hij is lid van de PvdA.

## Biografie
Gradisen volgde een hbo-lerarenopleiding in de vakken geschiedenis en aardrijkskunde. Daarna stapte hij met het vak geschiedenis over naar de Rijksuniversiteit Utrecht, waar hij in 1982 zijn doctoraal behaalde. Van 1985 tot 1987 werkte hij als docent aardrijkskunde, geschiedenis en staatsinrichting aan de Rijksscholengemeenschap Buys Ballot in Zaltbommel (thans Cambium). Naast zijn werk volgde hij een rechtenstudie aan de Rijksuniversiteit Utrecht, waar hij in 1988 afstudeerde.
Van 1987 tot 1994 werkte hij als docent recht in het politieonderwijs (thans de Nederlandse Politieacademie). Binnen het Landelijk Selectie- en Opleidingsinstituut Politie (de voorloper van de huidige Politieacademie) was Gradisen als kaderlid van de Nederlandse Politiebond actief en in de medezeggenschap, onder meer als voorzitter van de Centrale Dienstcommissie (thans ondernemingsraad).
Naast zijn werk en studie was Gradisen actief in de lokale politiek. Hij was betrokken bij Progressief Neerijnen en van 1982 tot 1986 gemeenteraadslid in Neerijnen, voordat hij in 1990 gemeenteraadslid werd in zijn geboortestad Tiel. Eind 1992 werd hij daar PvdA-fractievoorzitter en van april 1994 tot november 2009 was hij wethouder en 1e locoburgemeester. Daarnaast was hij vanaf 1995 lid van het dagelijks en algemeen bestuur en vanaf 1999 ook vicevoorzitter van het Zuiveringsschap Rivierenland. Na de fusie tot Waterschap Rivierenland werd hij daar in 2002 heemraad en van 2003 tot 2006 was hij tevens loco-dijkgraaf.
Na bijna zestien jaar wethouderschap was Gradisen kort werkzaam als adviseur/trainer openbaar bestuur en in deeltijd (interim)directeur van een kringloopbedrijf. In oktober 2010 volgde zijn benoeming tot waarnemend burgemeester van Liesveld; in verband met de geplande fusie van de gemeenten Liesveld, Nieuw-Lekkerland en Graafstroom met ingang van 1 januari 2013, werd besloten dat er een waarnemend burgemeester zou worden aangesteld.
Op 31 mei 2012 nam Gradisen in Liesveld afscheid als waarnemend burgemeester en op 1 juni dat jaar werd hij burgemeester in Mook en Middelaar. Gradisen werd na de gemeenteraadsverkiezingen van 2022 gevraagd als informateur om een nieuw college te vormen in de gemeente Molenlanden. Dit proces werd succesvol afgerond en leidde tot een nieuwe coalitie bestaande uit de fracties DoeMee, SGP en VVD en een college bestaande uit vijf wethouders.
Op 1 juni 2024 ging Gradisen met pensioen als burgemeester van Mook en Middelaar. Bij het afscheid is Gradisen benoemd tot Ridder in de Orde van Oranje Nassau. Hij heeft samen met zijn vrouw twee kinderen.
- International Standard Name Identifier: 0000 0003 9036 2250
- Nederlandse Thesaurus van Auteursnamen: 191455520
- Virtual International Authority File: 283959763